# Bach-Sternmiere
Die Bach-Sternmiere (Stellaria alsine), auch Quell-Sternmiere oder Moor-Sternmiere genannt, ist eine Pflanzenart aus der Gattung der Sternmieren (Stellaria) innerhalb der Familie der Nelkengewächse (Caryophyllaceae).

## Beschreibung

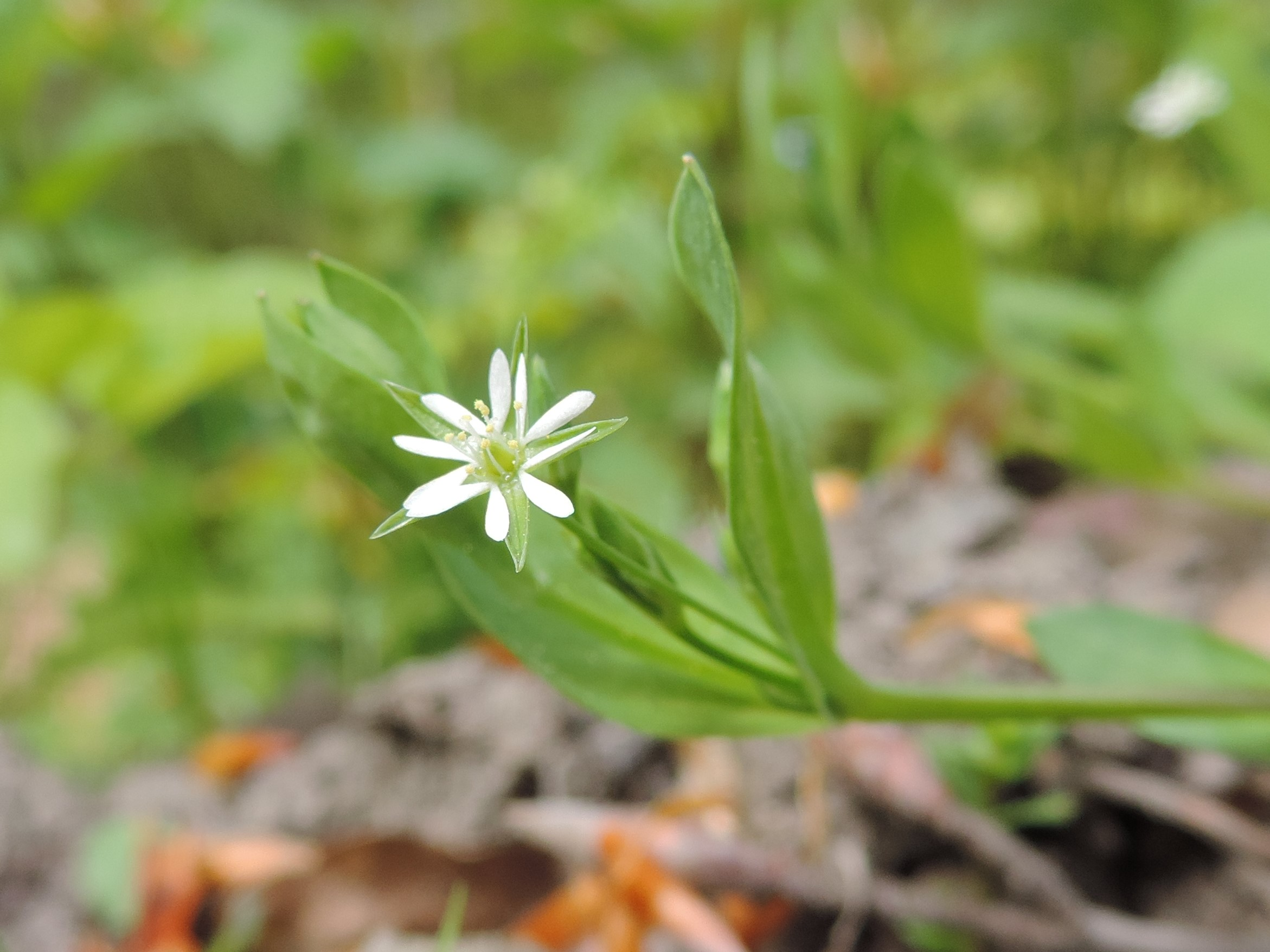
Blüte

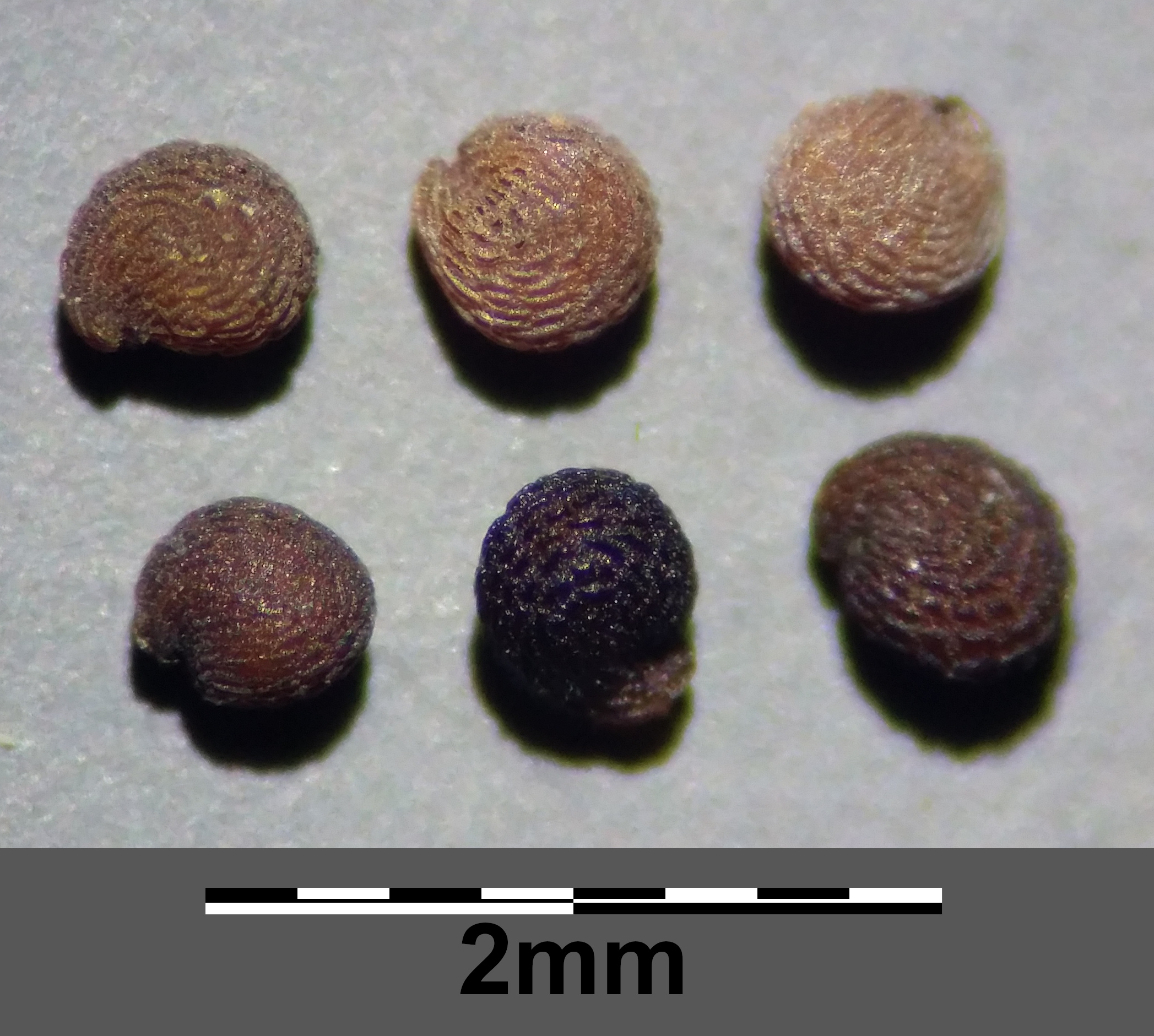
Samen

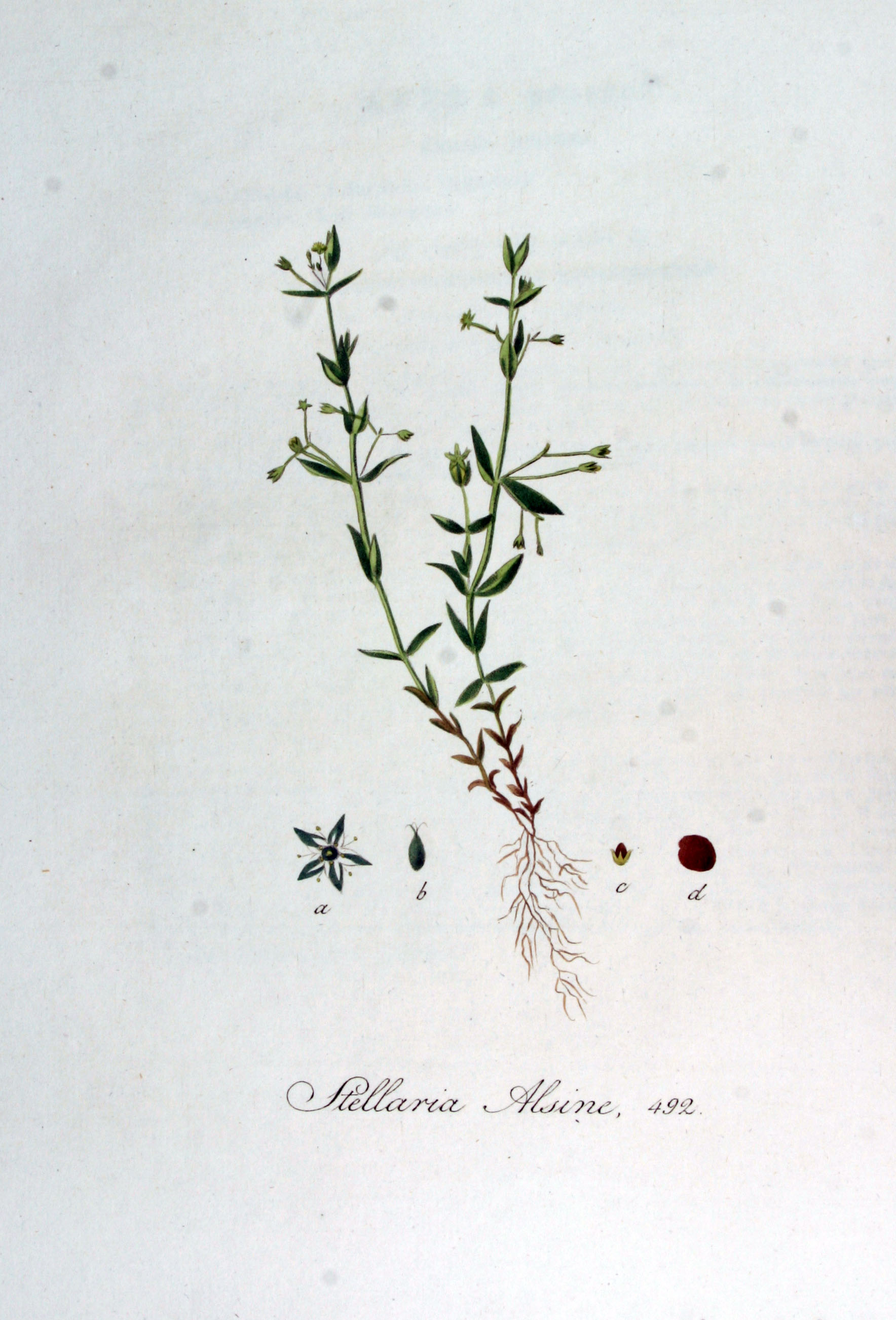
Illustration aus Flora Batava, Volume 7

### Vegetative Merkmale
Die Bach-Sternmiere wächst als mehrjährige krautige Pflanze und erreicht Wuchshöhen bzw. Längen von 5 bis, meist 10 bis 40 Zentimetern. Die zahlreichen Stängel sind verzweigt, vierkantig, kahl und aus niederliegendem Grund aufsteigend oder flutend.
Die gegenständig am Stängel angeordneten Laubblätter sind sitzend oder kurz gestielt. Die einfache, bläulich-grüne und saftige Blattspreite ist bei einer Länge von bis 25 Millimetern sowie einer Breite von 4 bis 6 Millimetern länglich-lanzettlich mit spitzem oberen Ende, in der Mitte am breitesten, einnervig und am Grund etwas gewimpert Sie sind von.

### Generative Merkmale
Der Blütenstand ist meist mehrfach gabelästig. Die Tragblätter sind am Rande kahl und trockenhäutig. Die Blütenstiele sind unter dem Kelch kreiselförmig verdickt; sie sind nach der Anthese hakig nach abwärts gebogen und zuletzt wieder aufrecht.
Die zwittrige Blüte ist radiärsymmetrisch mit doppelter Blütenhülle. Der Blütenboden wirkt wie ein grüner Stern. Die Kelchblätter sind bei einer Länge von 2,5 bis 3,5 Millimetern pfriemlich und deutlich dreinervig. Die weißen Kronblätter sind fast bis zum Grund zweispaltig und etwa 0,75-mal so lang wie der am Grund trichterig verschmälerte Kelch.
Die Samen haben eine Länge von 0,6 bis 0,8 Millimeter und sind runzelig.
Die Chromosomenzahl beträgt 2n = 24 oder 26.

## Ökologie und Phänologie
Die Blütezeit reicht von Mai bis Juli.
Die Bach-Sternmiere ist ein Selbstaussäer, auf Wegen kommt auch Trittausbreitung vor. Fruchtreife ist von Juli bis September.

## Vorkommen
Stellaria alsine ist ein eurasisch-subozeanisches Florenelement. Stellaria alsine kommt ursprünglich in Europa, in Nordafrika, Madeira, in Indien bis Ostasien und in Nordamerika vor. In Neuseeland, in Chile und in Indonesien ist sie ein Neophyt. In Europa kommt sie in fast allen Ländern vor und fehlt nur in Belarus, Moldau, Bosnien und Herzegowina, Moldau, im europäischen Teil der Türkei und im europäischen Teil Russland. In Island ist sie eingebürgert.
In Österreich kommt sie zerstreut bis mäßig häufig vor. In der Schweiz ist sie nur stellenweise verbreitet. Die Bach-Sternmiere kommt in ganz Deutschland zerstreut vor. Stellenweise ist sie auch sehr häufig zu finden.
Die Bach-Sternmiere wächst in Mitteleuropa in Quellfluren und Quellnischen, an Waldwegen und Gräben. Sie gedeiht meist auf sickernassen, mehr oder weniger nährstoffreichen, kalkarmen, neutral-mäßig sauren, humosen, sandigen oder reinen Lehm- und Tonböden. Sie ist eine Halbschattenpflanze. Sie ist in Mitteleuropa eine Charakterart des Verbands Cardamino-Montion, kommt aber auch im Carici-Fraxinetum aus dem Verband Alno-Ulmion oder im Stellario-Scirpetum setacei aus dem Verband Nanocyperion vor. In den Allgäuer Alpen steigt sie bis zu einer Höhenlage von 1850 Metern auf. In Tirol steigt sie bis in Höhenlagen von 2200 Meter auf.
Die ökologischen Zeigerwerte nach Landolt et al. 2010 sind in der Schweiz: Feuchtezahl F = 4fw+ (sehr feucht aber stark wechselnd und im Bereich von fließendem Bodenwasser), Lichtzahl L = 3 (halbschattig), Reaktionszahl R = 2 (sauer), Temperaturzahl T = 2+ (unter-subalpin und ober-montan), Nährstoffzahl N = 3 (mäßig nährstoffarm bis mäßig nährstoffreich), Kontinentalitätszahl K = 2 (subozeanisch).

## Taxonomie
Die Erstveröffentlichung von Stellaria alsine erfolgte 1767 durch Johann Friedrich Carl Grimm in Nova Acta Physico-Medica Academiae Caesareae Leopoldino-Carolinae Naturae Curiosorum Exhibentia Ephemerides sive Observationes Historias et Experimenta ... 3 (Append.), Seite 313. Ein Synonym für Stellaria alsine Grimm ist Stellaria uliginosa Murray.